# جورج كاري (لاعب هوكي الجليد)
جورج كاري (بالإنجليزية: George Carey)‏ (و. 1898 – 1974 م) هو لاعب هوكي الجليد من المملكة المتحدة، وكندا، ولد في غلاسكو، توفي في تورونتو، عن عمر يناهز 76 عاماً.

## جوائز
حصل على جوائز منها:
- كأس ستانلي.

## روابط خارجية
- جورج كاري على موقع دوري الهوكي الوطني (الإنجليزية)
- جورج كاري على موقع قاعة مشاهير الهوكي (لاعب أن.إتش.أل) (الإنجليزية)
- جورج كاري على موقع EliteProspects.com (الإنجليزية)
- جورج كاري على موقع HockeyDB.com (الإنجليزية)
- جورج كاري على موقع Hockey-Reference.com (الإنجليزية)